# Chandler (Minnesota)
Chandler è un comune degli Stati Uniti d'America, situato nello Stato del Minnesota, nella contea di Murray.